# André Casanova
André Casanova (París, 12 de octubre de 1919 - 7 de marzo de 2009) fue un compositor francés.

## Biografía
Realizó estudios jurídicos simultaneados con estudios musicales en la Ecole Normale de Paris. René Leibowitz le inició en la técnica dodecafonica que abandonará en 1954 para forjar su propio estilo, de espíritu a la vez moderno y romántico.
Premiado en 1966 en el «1.er Concours International de composition de la Reine Marie-José» y «Prix de la Fondation Durand décerné par l'Institut» en 1979.
Su música ha sido interpretado en muchos festivales Internacionales (Roma, Moscú, Bâle, Estrasburgo, Burdeos, etc.)

## Obras
El catálogo de sus obras tiene 106 número de opus. Comprende todo tipo de géneros:
- a) Música sinfónica: 12 Concertos; 5 Symphonies.

Obras para orquesta: Notturno; Anamorphoses; Métaphonie; Partita; Ephemeris; Elemente,...
- b) Operas:

La Clé d'Argent, d'après Villiers-de-l'Isle-Adam.
La Coupe d'Or, d'après Ludwig Tieck.
Le Bonheur dans le Crime, d'après Barbey d'Aurevilly.
Dumala, sur un livret du compositeur d'après Eduard von Keyserling.
Le Murmure de la Mer, également sur un livret du compositeur d'après E. von Keyserling.
- c) Obras para piano: 4 Intermezzi, Humoresque, Unterwegs, Chimères, Novelettes...

- d) Música de cámara: 2 Trios, 6 Quatuors à cordes, 3 Quintettes, 1 Sextuor, 1 Septuor...

- e) Otras composiciones: Règnes; Esquisse pour une tragédie; Sur les chemins d'acanthes noires...; Quatre dizains de la Délie de Scève, etc.)

- Datos: Q363447